# 德拉加尼夫卡 (切梅里夫齊區)
48°52′18″N 26°23′8″E / 48.87167°N 26.38556°E
德拉加尼夫卡（烏克蘭語：Драганівка），是烏克蘭西部的村莊，隸屬赫梅利尼茨基州的卡緬涅茨-波多利斯基區。該村面積2.21平方公里，海拔高度235米，2001年人口812，人口密度每平方公里367.3人。